# Tunizijske oborožene sile
Tunizijske oborožene sile predstavljajo poglavitno obrambno silo Tunizije. Vrhovni poveljnik oboroženih sil je predsednik Tunizije.

## Zgodovina
Tunizijske oborožene sile so nastale z osamosvojitvijo Tunizije leta 1956. Jedro so sestavljali borci za samostojnost in bivši tunizijski pripadniki francoskih oboroženih sil. 	

## Organizacija
Tunizijske oborožene sile so razdeljene na tri veje:
- kopenska vojska: ima 27.000 pripadnikov (5.000 profesionalnih)

- 3 mehanizirane brigade (1 oklepni, 2 mehanizirana, 1 zračnoobrambni in 1 artilerijski polk)
- 1 saharska brigada
- 1 brigada specialnih sil

- vojna mornarica: ima 4.500 pripadnikov (700 nabornikov)
- vojno letalstvo: ima 3.500 pripadnikov (700 nabornikov).

## Vojaške baze
Največja baza kopenske vojske je v Tunisu, kjer je tudi generalštab nacionalne obrambe. Vojna mornarica ima baze v Bizerteju, Sfaxu in Kelibii, medtem ko ima vojno letalstvo dve bazi: Tunis in Bizerte.

## Usposabljanje
Častniki se šolajo v Franciji, Egiptu, Maroku in ZDA.

## Vojaška oprema

### Kopenska vojska
- Vozila:

- 54 M60A3 MBT
- 30 M60A1
- 54 SK 105 lahki tank
- 35 AML-60
- 24 Saladin
- 18 EE-11
- 140 M113A1/2
- 110 Fiat 6614

- Artilerija:

- 70 155mm M198
- 12 155mm M114A
- 58 105mm M101A
- 120 60mm Brandt minomet
- 95 81mm M20
- 40 107mm minomet
- 18 120mm Brandt minomet
- 12 81mm M125A1

- Zračna obramba:

- 48 RBS 70 SAM
- 26 Chapparal Sam
- 15 37mm M139
- 120 20mm M55
- 12 40 mm M42
- 15 37mm M139
- 120 20mm M55
- 12 40mm M42

### Vojno letalstvo
- Letala:

- 15 F-5E
- 3 MB-326K
- 2 MB-326SL
- 5 C130
- 2 C130-H
- 1 Falcon 20
- 3 Let-410
- 2 S-208 M
- 18 SF-260
- 5 MB-326B

- Helikopterji:

- 5 SA-341
- 2 HH-3 ASW
- 15 AB-205
- 6 AS-350B
- 1 AS-365
- 6 SA-313
- 3 SA-316
- 2 UH-1H
- 2 UH-1N

### Vojna mornarica
- 3 La Galite PFM
- 3 Bizerte PFM MC
- 3 Utiwue PCC
- 10 PCI
- 1 Salambo